# 점전하
점전하(Point charge)란 부피는 없고, 전하량만 가지고 있는 이론적 개념이다. 수학에서 점과 같은 성질을 가지고 있지만, 전하량은 0이 아니다.
비슷한 개념으로는 물리학에서 사용하는 점질량이 있다. 점질량은 부피는 없고 질량만 가지고 있는 존재이다.